# NGC 3366
NGC 3366 је спирална галаксија у сазвежђу Једра која се налази на NGC листи објеката дубоког неба.
Деклинација објекта је - 43° 41' 37" а ректасцензија 10h 35m 8,1s. Привидна величина (магнитуда) објекта NGC 3366 износи 11,4 а фотографска магнитуда 12,2. Налази се на удаљености од 41,840 милиона парсека од Сунца. NGC 3366 је још познат и под ознакама IC 2592, ESO 264-7, MCG -7-22-24, IRAS 10329-4325, SAO 222170 (6.2) 1.5' n, PGC 31335.